# Trevor Huddleston

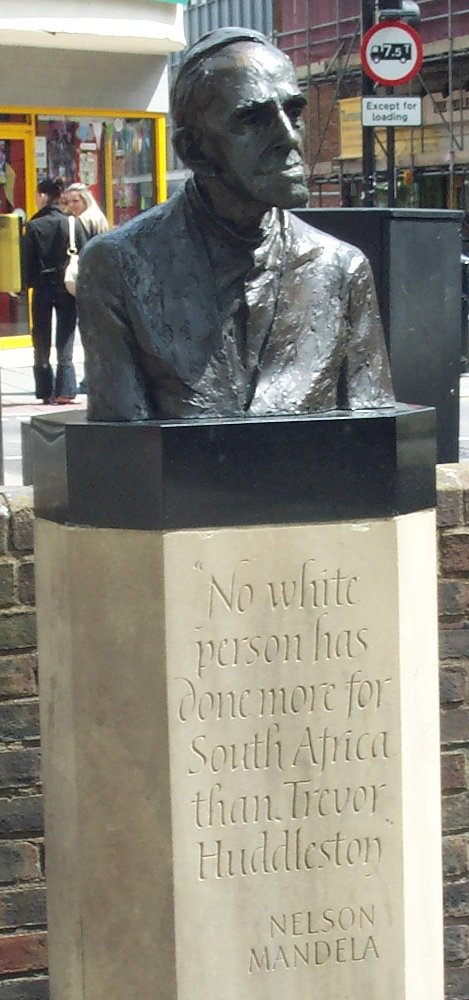
Bronzebüste Huddlestons mit Mandela-Zitat in Bedford

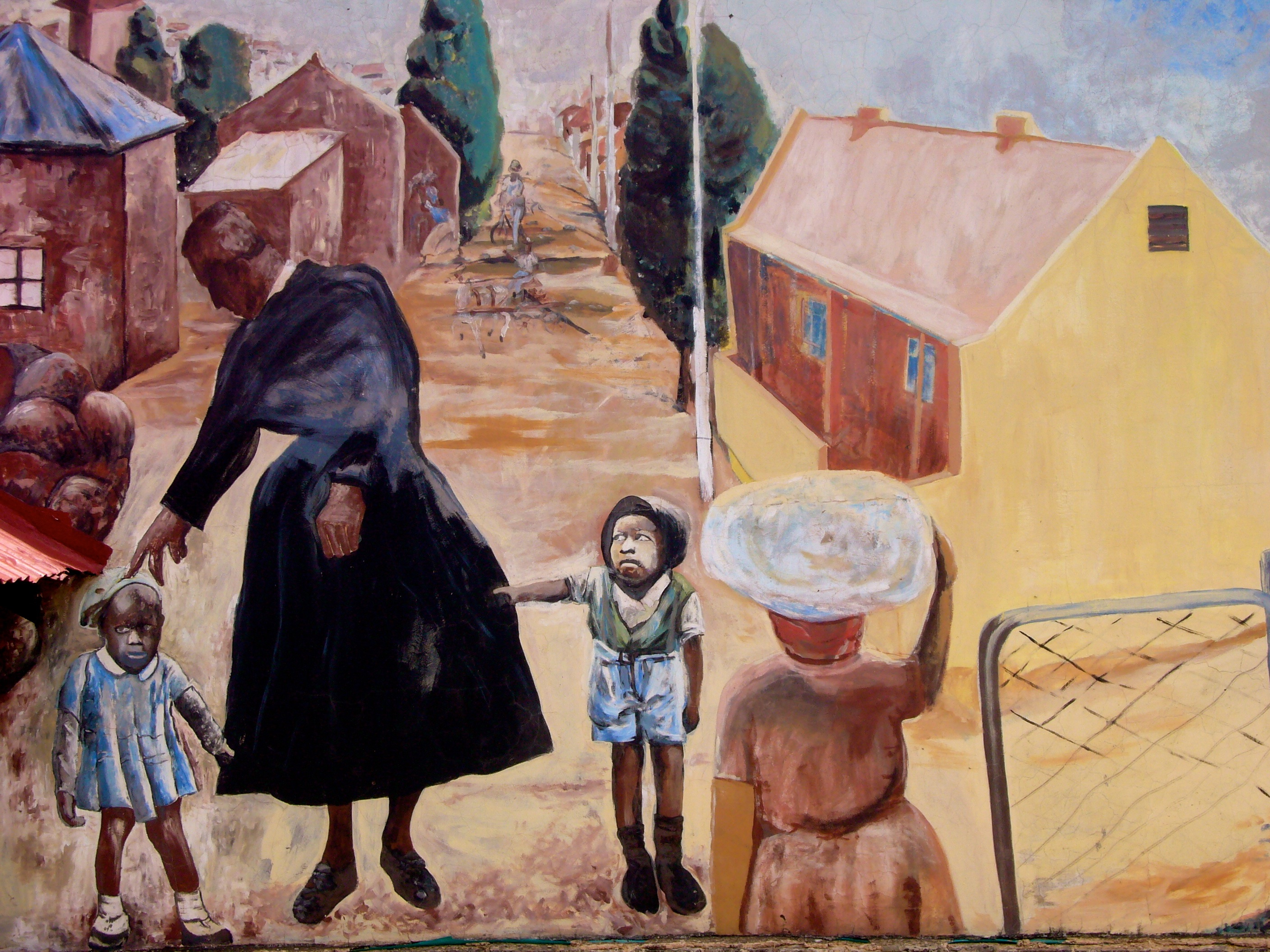
Wandmalerei in der Christ the King Church in Sophiatown, das Huddleston darstellt

Ernest Urban Trevor Huddleston CR KCMG, (* 23. Juni 1913 in Bedford, Vereinigtes Königreich; † 20. April 1998 in Mirfield, West Yorkshire, Vereinigtes Königreich) war ein britischer anglikanischer Erzbischof und Kämpfer gegen die Apartheid in Südafrika.

## Leben
Trevor Huddlestons Vater Sir Ernest Huddleston war Direktor der Königlich Indischen Marine. Huddleston lernte als Schüler das Lancing College in Lancing; später besuchte er das Christ Church College in Oxford. Einen Teil seiner Ferien verbrachte er mit Hopfenpflückern in Kent. So begann er sich für die Missionsarbeit zu interessieren. Er studierte Theologie am Wells Theological College in Wells. 1937 wurde er zum Priester geweiht, 1939 trat er in den anglikanischen Orden Community of the Resurrection (CR, deutsch: „Gemeinschaft der Auferstehung“) ein.
1943 zog er nach Johannesburg in Südafrika. Er trat hier seinen Dienst als Leiter der Missionsstation der CR in Sophiatown im Nordwesten der Stadt an, wo überwiegend Schwarze lebten.
In den nächsten 13 Jahren wurde Huddleston zu einem beliebten Priester. 1949 zog er nach Rosettenville im Süden der Stadt und wurde Provincial of the Community of South Africa und Superintendent des dortigen Priesterseminars St Peter’s Theological College – wo der spätere Erzbischof und Friedensnobelpreisträger Desmond Tutu zu den Absolventen zählte – und des St Peter’s College. Diese Schule stand Schwarzen offen und wurde das „schwarze Eton Südafrikas“ genannt. Huddleston gab jungen Musikern die Gelegenheit, in der Huddleston Jazz Band zu spielen, darunter Hugh Masekela, Jonas Gwangwa und Zakes Mokae.
Im Jahre 1956 schloss er die Schule, da er eine minderwertige Bildung für Schwarze gemäß dem neuerlassenen Bantu Education Act nicht verantworten wollte. Er wurde als unermüdlicher Aktivist gegen die Apartheid bekannt. So kam er zu seinem Beinamen Makhalipile (deutsch: „Der Unerschrockene“). Insbesondere zum Beginn der gewaltsamen Räumung von Sophiatown im August 1955 leistete Huddleston gewaltlosen Widerstand. 1955 wurde ihm vom African National Congress (ANC) auf dem Volkskongress in Kliptown der Ehrentitel Isitwalandwe (deutsch etwa: „Der den Federschmuck eines seltenen Vogels trägt“) verliehen, die höchste Ehrung, die der ANC vergibt. Huddleston war mit Albert Luthuli und Yusuf Dadoo der erste Empfänger dieses Titels.
Im Jahr 1956 wurde Huddleston von der südafrikanischen Regierung gebannt. Man rief ihn daraufhin nach England zurück. Im selben Jahr erschien sein bekanntestes Buch, Naught for Your Comfort (deutsch etwa: „Nichts für deine Bequemlichkeit“, deutsche Ausgabe als Weine, du geliebtes Land: Südafrika), in dem er das System der Apartheid leidenschaftlich anprangert. Er arbeitete fortan einige Jahre in der Zentrale des Ordens in Mirfield und engagierte sich weiterhin gegen die Apartheid. 1959 gehörte er zu den Initiatoren eines internationalen wirtschaftlichen Boykotts des Apartheid-Regimes. 1960 wurde er zum Bischof von Masasi im heutigen Tansania ernannt. Mit dem ersten Präsidenten Tansanias, Julius Nyerere, war er befreundet. Acht Jahre später wurde er Suffraganbischof von Stepney innerhalb der Diözese London. 1978 wurde er zum Bischof von Mauritius ernannt und schließlich zum Erzbischof der „Provinz des Indischen Ozeans“.
1981 wurde Huddleston als Nachfolger von Ambrose Reeves Präsident der britischen Anti-Apartheid-Bewegung. 1983 demissionierte er als Erzbischof und kehrte nach England zurück. Fortan widmete er sich erneut vorrangig dem Kampf gegen die Apartheid. 1994 erhielt er zu den ersten freien südafrikanischen Wahlen ehrenhalber das Wahlrecht. Er lebte 1995 kurzfristig wieder in Südafrika, musste aber aus gesundheitlichen Gründen nach England zurückkehren.
1998 starb Huddleston am Stammsitz des Ordens in Mirfield. Seine sterblichen Überreste wurden 2015 nach Südafrika überführt und in der Kirche Christ the King in Sophiatown bestattet.

## Ehrungen
- 1955 würdigte der ANC nach der Defiance Campaign sein Engagement mit der Auszeichnung Isitwalandwe (zusammen mit Albert Luthuli und Yusuf Dadoo).
- 1982 erhielt Huddleston die Goldmedaille der Vereinten Nationen.
- Huddleston erhielt 1997 die zweithöchste Stufe des britischen Ordens von St. Michael und St. George.[9]
- In Sophiatown wurde das Trevor Huddleston CR Memorial Centre nach ihm benannt.

## Zitate über Trevor Huddleston
- Der frühere Präsident Südafrikas, Nelson Mandela, sagte über Huddleston: „Kein Weißer hat mehr für Südafrika getan als Trevor Huddleston“.[10]
- „Father Huddleston war eine Säule der Weisheit, der Demut und des Opfers für die Legionen von Freiheitskämpfern in den dunkelsten Momenten des Kampfes gegen die Apartheid.“ (Nelson Mandela in seinem Nachruf auf Huddleston)[11]
- „Wenn man sagen sollte, welcher Mensch als Einzelner Apartheid zum Thema für die ganze Welt gemacht hat, dann war dies Trevor Huddleston.“ (Desmond Tutu, südafrikanischer Friedensnobelpreisträger, in seinem Nachruf auf Huddleston)[9]

## Sonstiges
Huddlestons bekanntestes Buch, Naught for Your Comfort, heißt in der deutschen Übersetzung Weine, du geliebtes Land: Südafrika. Dies ist aber die annähernd wörtliche Übersetzung des Titels des 1948 erschienenen Romans Cry the Beloved Country des Südafrikaners und Apartheidgegners Alan Stewart Paton. Dessen Buch heißt in der deutschen Ausgabe Denn sie sollen getröstet werden.

## Schriften
- Naught for Your Comfort. William Collins Sons, Glasgow 1956.
  - deutsch als: Weine, du geliebtes Land: Südafrika. Kaiser, München 1959.
- The True and Living God. Fontana, 1964, ISBN 978-0-00-620921-8.
- God’s World. Fontana, 1966, ISBN 978-0-00-621411-3.
- State of Anglo-Tanzanian Relations. Africa Bureau, 1968, ISBN 978-0-900033-10-0.
- I Believe: Reflections on the Apostles’ Creed. Fount, 1986, ISBN 978-0-00-627069-0.
- Makhalipile - The Dauntless One: Archbishop Trevor Huddleston Talks About His Life and Work. Kliptown Books, Johannesburg 1990, ISBN 978-1-871863-03-1.
- Return to South Africa. Fount, 1991, ISBN 978-0-00-627632-6.

## Film über Trevor Huddleston
1989: Makhalipile: The Dauntless One (Dokumentarfilm über Huddlestons Kampf gegen die Apartheid)